# Pane Sciocco

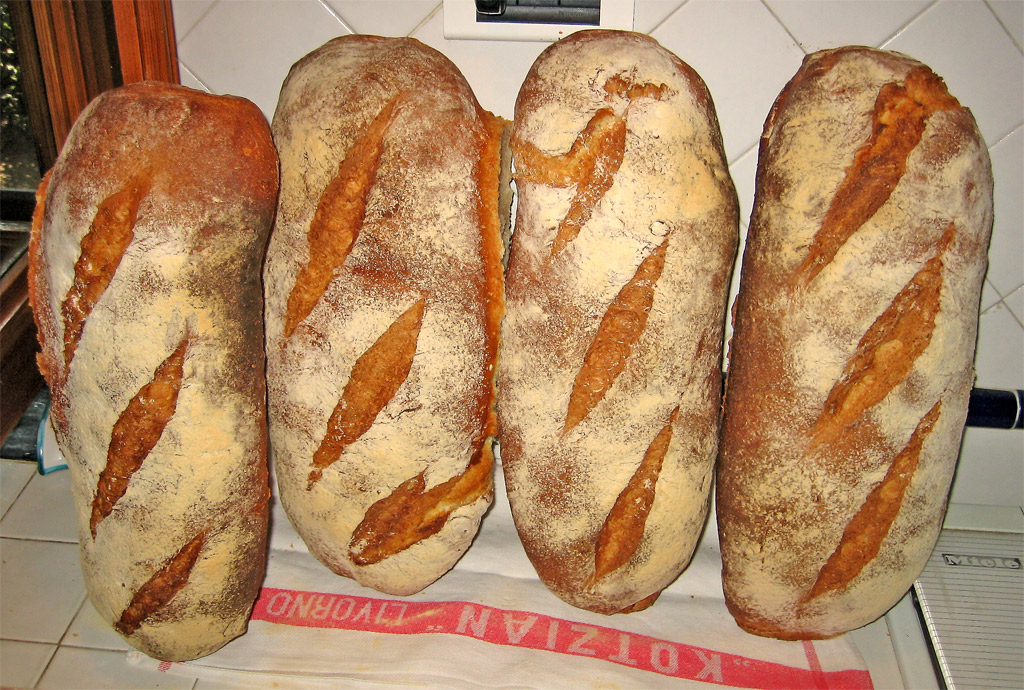
Pane Sciocco

Pane sciocco [ˈpaːne ˈʃɔkko] (italienisch für „dummes Brot“) ist ein einfaches, ohne Salz gebackenes Weizenbrot, das traditionell in runder Form (bozza) oder in länglicher Form (filone) gebacken wird. Pane Sciocco wird häufig für Bruschetta verwendet, in der Toskana Fettunta genannt.